# Camponotus dufouri
Camponotus dufouri é uma espécie de inseto do gênero Camponotus, pertencente à família Formicidae.